# Município de Berlin (condado de Holmes, Ohio)
Localização do Ohio nos E.U.A.
O município de Berlin (em inglês: Berlin Township) é um município localizado no condado de Holmes no estado estadounidense de Ohio. No ano 2010 tinha uma população de 4252 habitantes e uma densidade populacional de 62,89 pessoas por km².

## Geografia
O município de Berlin encontra-se localizado nas coordenadas 40° 33′ 27″ N, 81° 48′ 41″ O. Segundo a Departamento do Censo dos Estados Unidos, o município tem uma superfície total de 67.61 km², da qual 67.41 km² correspondem a terra firme e (0.29%) 0.2 km² é água.

## Demografia
Segundo o censo de 2010, tinha 4252 pessoas residindo no município de Berlin. A densidade de população era de 62,89 hab./km².